# Ptah Butinar
Ptah Butinar (ur. 31 maja 1994 w Koprze) – słoweński wioślarz.

## Osiągnięcia
- Mistrzostwa Świata – Linz 2008 – dwójka ze sternikiem – 10. miejsce[1].